# Gymnacranthera maliliensis
Gymnacranthera maliliensis là một loài thực vật thuộc họ Myristicaceae. Đây là loài đặc hữu của Indonesia.